# Nempnett Thrubwell
Nempnett Thrubwell – wieś w Anglii, w hrabstwie ceremonialnym Somerset, w dystrykcie (unitary authority) Bath and North East Somerset. Leży 15 km na południowy zachód od miasta Bristol i 179 km na zachód od Londynu. Miejscowość liczy 189 mieszkańców.